# 愛靜閣 (多倫多)
愛靜閣（/ˈeɪdʒɪnkɔːrt/）是加拿大安大略省多倫多市東北部士嘉堡區的一個社區，過往曾是士嘉堡市的一條村莊。該區主要以雪柏路為中軸綫，東西分別以萬錦道和堅尼地道為界，南北則以401號公路和芬治路為界。多倫多市政府曾將愛靜閣細分為南愛靜閣-西馬文區和北愛靜閣區，直到2018年市選再重新合併為單一選區（第22區）。不過，日常生活中的「愛靜閣」有時會指較大的範圍，還可能包括整個士嘉堡西北部。事實上，位於愛靜閣以西的部分，包括愛靜閣商場所在的地區，其正式名稱是Tam O'Shanter–Sullivan。

## 歷史

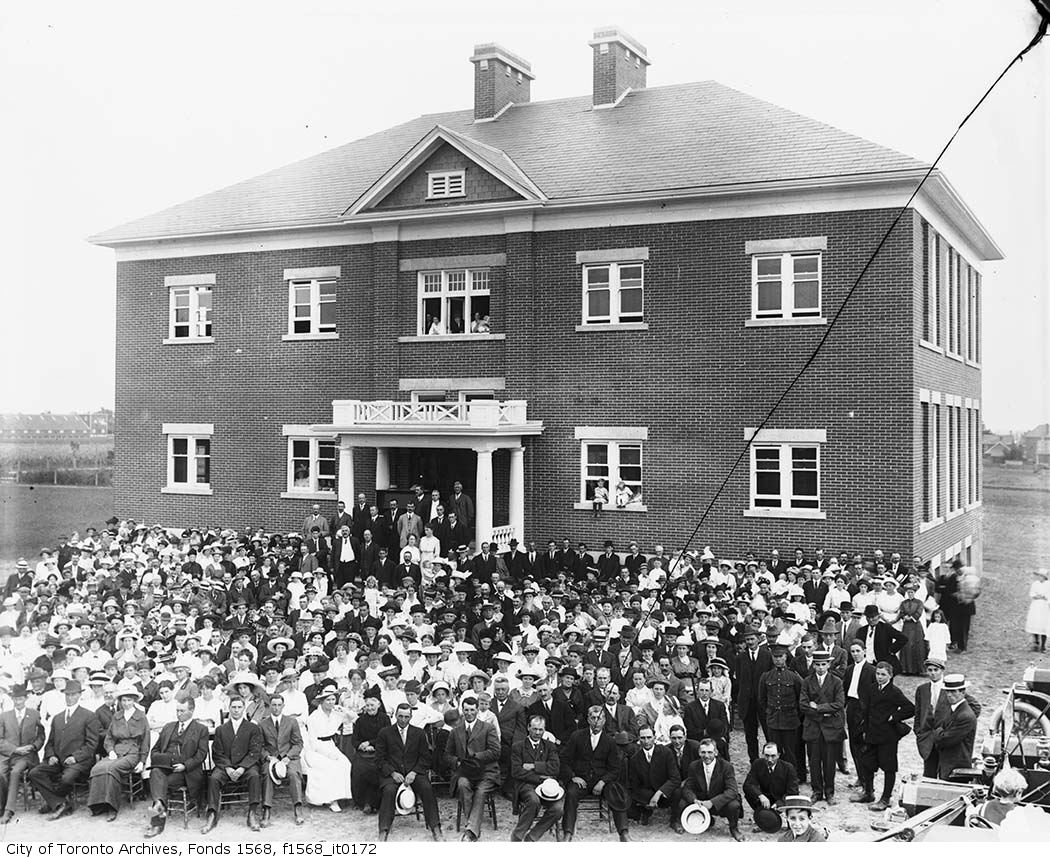
愛靜閣公立學校開幕儀式（1914年）

愛靜閣過往曾被居民稱為「英雄市鎮」（hero town）。這個市鎮正式開埠的日期，一般以當地居民約翰·希爾（John Hill）在其雜貨店開設郵局時的1858年6月為準。希爾將這家郵局以法国北部的（即1415年英法百年战争英格兰国王亨利五世曾參與的戰役發生之地）將之名為「愛靜閣郵局」。小鎮的十字路口原來位於美蘭路夾雪柏路，而且只有鄉郊的務農人口。
一個小鎮在該帶成型，並以冰梨道夾雪柏路一處為重心。多倫多與尼披盛鐵路（今加拿大國家鐵路一部分）和安大略與魁北克鐵路（今加拿大太平洋鐵路一部分）分別於1871年和1884年於愛靜閣設站，帶動該區的發展。愛靜閣於1912年被設為一個警政村落）。
愛靜閣在1980年代成為了华裔及臺裔居民在大多倫多地區的熱門聚居地。華裔在北愛靜閣和南愛靜閣-西馬文分別佔居民總數的55.3%和45.7%。另外，兩個分區分別有約44%和36%居民在家中講中文。
現時GO通勤鐵路的斯托夫維爾綫仍然設有愛靜閣站。

## 教育
本區的公立學校局由以下各校組成：
英語世俗：多倫多公校教育局
- 愛靜閣書院
- 愛靜閣初級公立學校（Agincourt Junior Public School）
- 北愛靜閣初級公立學校（North Agincourt Junior Public School）
- 亞厘畢·金寶書院（英语：Albert Campbell Collegiate Institute）
- 亨利·克爾西初中（英语：Henry Kelsey Senior Public School）
- 亞力山大·麥肯西爵士初中（英语：Sir Alexander Mackenzie Senior Public School）
- White Haven Junior Public School

英語天主教：多倫多天主教教育局
- Francis Libermann Catholic High School
- St. Elizabeth Seton Catholic Elementary School
- 聖巴爾多祿茂天主教學校（St. Bartholomew Catholic School）
- St. Ignatius of Loyola Catholic School

法語世俗：Conseil scolaire Viamonde
法語天主教：Conseil scolaire catholique MonAvenir
- École elémentaire catholique Saint-Jean-de-Lalande

## 外部連結
- City of Toronto – Agincourt South-Malvern West Neighbourhood Profile （页面存档备份，存于）
- City of Toronto – Agincourt North Neighbourhood Profile （页面存档备份，存于）